# Мілошиці
Мілошиці (пол. Miłoszyce, нім. Meleschwitz, Fünfteichen) — село в Польщі, у гміні Єльч-Лясковиці Олавського повіту Нижньосілезького воєводства.
Населення — 1418 осіб (2011).

## Демографія
Демографічна структура станом на 31 березня 2011 року:
|          | Загалом | Допрацездатний вік | Працездатний вік | Постпрацездатний вік |
| -------- | ------- | ------------------ | ---------------- | -------------------- |
| Чоловіки | 705     | 154                | 501              | 50                   |
| Жінки    | 713     | 149                | 438              | 126                  |
| Разом    | 1418    | 303                | 939              | 176                  |